# Pati (huyện)

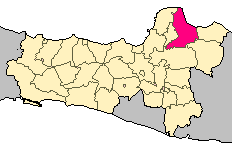
Vị trí tại Trung Java

Pati là một huyện (tiếng Indonesia: kabupaten) ở đông bắc của tỉnh Trung Java tại Indonesia. Huyện lị là thành phố Pati. Huyện giáp với biển Java ở phía bắc. Diện tích của huyện Pati là 1.419,07 km², dân số năm 2003 là 1.189.000 người, mật độ đạt 837,87 người/km².
Huyện Pati được chia thành các phó huyện/xã: Batangan, Cluwak, Dukuhseti, Gabus, Gembong, Gunungwungkal, Jaken, Jakenan, Juwana, Kayen, Margorejo, Margoyoso, Pati, Pucakwangi, Sukolilo, Tambakromo, Tayu, Tlogowungu, Trangkil, Wedarijaksa, Winong